# Luxemburger Rotes Kreuz

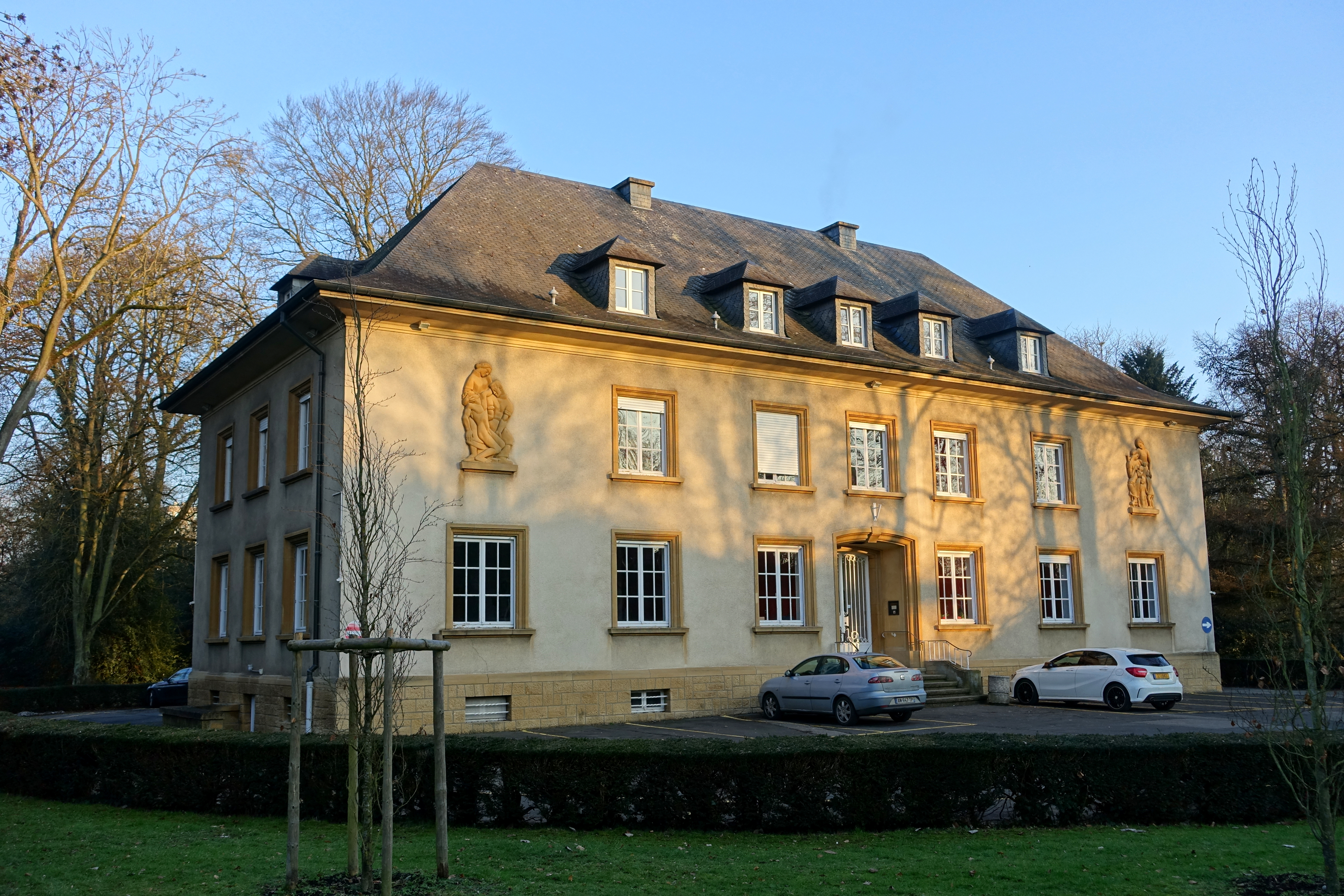
Sitz der Landesvertretung, Frontseite des Gebäudes am Stater Park

Das Luxemburger Rote Kreuz (französisch Croix-Rouge luxembourgeoise CRL, englisch Luxembourg Red Cross, luxemburgisch Lëtzebuerger Rout Kräiz) ist nach den Genfer Abkommen von 1949 die Nationale Rotkreuz-Gesellschaft in Luxemburg und als solches Teil der Internationalen Rotkreuz- und Rothalbmond-Bewegung inklusive der Anerkennung ihrer sieben Grundsätze. Der Sitz ist am Stater Park, dem Stadtpark der Stadt Luxemburg.

## Geschichte
Die Anfänge gehen auf Großherzogin Adelheid Marie zurück, die kurz nach Ausbruch des Ersten Weltkrieges am 6. August 1914 an ihre Landsleute appellierte. Sie forderte diese auf ihre Großzügigkeit zu zeigen und die in Artikel 11 der Genfer Konvention, die bereits 1907 durch die Luxemburger Abgeordnete ratifiziert wurde, vorgesehene Hilfsorganisation zu schaffen. Der aus einem Ärztehaushalt stammende Stahlbaron Emil Mayrisch ergriff zusammen mit seiner Frau Aline Mayrisch de Saint-Hubert die Initiative und berief nur zwei Tage später die Gründungsversammlung ein. Die Großherzogin übernahm die Schirmherrschaft.
Neben dem juristischen und moralischen Beistand brachte das Ehepaar Mayrisch auch seinen Wohnsitz in Düdelingen, das heute unter dem Namen bekannte Arbed Casino, als Kriegskrankenhaus in die Körperschaft ein. Von Anfang war das Rote Kreuz in Luxemburg zivilgesellschaftlich hoch angesehen, gehörten doch führende Vertreter wichtiger Körperschaften zu den Gründungsmitgliedern wie beispielsweise der Vorsitzende der Abgeordnetenkammer, der Präsident des Staatsrats, der Bürgermeister der Stadt Luxemburg und der Oberbefehlshaber der Armee sowie die Kirchenvertreter. Das Internationale Rote Kreuz erkannte diese Organisation bereits im Oktober desselben Jahres an.
Nach dem Krieg weitete das Rote Kreuz Luxemburg seine Aktivitäten auf zivile Hilfeleistungen aus. Dazu zählte in den Anfangsjahren vor allem der Kampf gegen soziale Ungerechtigkeit, der sich beispielsweise der Bereitstellung sanitärer Hygiene- und Krankheitsvorsorge widmete. 1923 wurde die Gemeinnützigkeit (Verleihung der Zivilpersönlichkeit) anerkannt. 1933 entging die Organisation wegen fehlenden Zuspruchs, der Nachwirkungen der Weltwirtschaftskrise und Misswirtschaft nur knapp dem Konkurs. Es kam zu Anfeindungen seitens der Bevölkerung. Im Zweiten Weltkrieg organisierte das Rote Kreuz Luxemburg von Montpellier aus vor allem die Evakuierung der Luxemburger Bevölkerung und wurde dabei vom Hochkommissar für Flüchtlinge in Frankreich unterstützt. Das amerikanische Rote Kreuz engagierte sich in dieser Zeit finanziell bei dieser Tätigkeit.
Nach dem Zweiten Weltkrieg begann ein Neuanfang wie bei anderen staatlichen und privaten Organisationen, die eng mit deutsch-nationalen Kräften zusammengearbeitet hatten. Wie beispielsweise bei der Police grand-ducale stand am Anfang die Umbenennung von der ursprünglich deutschen Bezeichnung in die französische Sprache.
Seitdem hat sich das Luxemburger Rote Kreuz professionalisiert und spezialisiert. Es werden 40 Dienste angeboten, die in Kooperation mit dem Staat durchgeführt werden können, aber weiterhin zu großen Teilen von dem Engagement ihrer Freiwilligen und der Spendenbereitschaft der Bevölkerung abhängen. Es ist international tätig.